# Huka pallida
Huka pallida là một loài nhện trong họ Agelenidae.
Loài này thuộc chi Huka. Huka pallida được miêu tả năm 1973 bởi Raymond Robert Forster & Wilton.